# ネイマン・グレイシー
ネイマン・グレイシー（Neiman Gracie、1988年12月12日 - ）は、ブラジルの男性柔術家、総合格闘家。リオデジャネイロ州リオデジャネイロ出身。アメリカ合衆国在住。ヘンゾ・グレイシー柔術アカデミー所属。日本のメディアではニーマン・グレイシーとも表記される。
ブラジリアン柔術のレジェンドと称される「フェイマス・ファイブ（Famous Five）」のひとりマルシオ・スタンボスキを父に、ヘンゾ・グレイシーの姉カーラ・グレイシーを母に持つ、グレイシー一族第四世代の柔術家である。

## 来歴
12歳の頃からブラジリアン柔術の大会に出場するようになり、世界柔術選手権、世界ノーギ柔術選手権、パン柔術選手権といった数々の国際大会でメダルを獲得。
2013年に総合格闘家としてデビューし、ワールド・シリーズ・オブ・ファイティングに参戦した。

### Bellator
2018年12月15日、Bellator 213のウェルター級ワールドグランプリ準々決勝で自身と同じくキャリア無敗のレコードを持つエド・ルースと対戦し、4Rにリアネイキドチョークで一本勝ち。
2019年6月14日、Bellator 222のウェルター級ワールドグランプリ準決勝・Bellator世界ウェルター級タイトルマッチで王者のローリー・マクドナルドに挑戦し、0-3の判定負け。キャリア初黒星を喫し、王座獲得に失敗した。
2021年4月2日、Bellator 255でウェルター級ランキング6位のジェイソン・ジャクソンと対戦し、0-3の判定負け。
2022年2月19日、Bellator 274でウェルター級ランキング5位のローガン・ストーリーと対戦し、0-3の5R判定負け。

## 戦績
| 総合格闘技 戦績 | 総合格闘技 戦績 | 総合格闘技 戦績 | 総合格闘技 戦績 | 総合格闘技 戦績 | 総合格闘技 戦績 | 総合格闘技 戦績 |
| --------------- | --------------- | --------------- | --------------- | --------------- | --------------- | --------------- |
| 17 試合         | (T)KO           | 一本            | 判定            | その他          | 引き分け        | 無効試合        |
| 12 勝           | 1               | 9               | 2               | 0               | 0               | 0               |
| 5 敗            | 1               | 0               | 4               | 0               | 0               | 0               |

| 勝敗 | 対戦相手               | 試合結果                          | 大会名 | 開催年月日     |
| ×    | ゴイチ・ヤマウチ       | 5分3R終了 判定3-0                 | PFL 3 【2024年PFLウェルター級トーナメント・レギュラーシーズン1回戦】                                                    | 2024年4月19日  |
| ○    | ダンテ・シャイロ       | 5分3R終了 判定3-0                 | Bellator 290: Bader vs. Fedor 2                                                                                         | 2023年2月4日   |
| ×    | ゴイチ・ヤマウチ       | 2R 3:58 KO（右アッパー→パウンド） | Bellator 284 | 2022年8月12日  |
| ×    | ローガン・ストーリー   | 5分5R終了 判定0-3                 | Bellator 274: Gracie vs. Storley                                                                                        | 2022年2月19日  |
| ○    | マーク・レミンガー     | 1R 1:27 TKO（スタンドパンチ連打） | Bellator 266: Davis vs. Romero                                                                                          | 2021年9月18日  |
| ×    | ジェイソン・ジャクソン | 5分3R終了 判定0-3                 | Bellator 255: Pitbull vs. Sanchez 2                                                                                     | 2021年4月2日   |
| ○    | ジョン・フィッチ       | 2R 4:47 ヒールフック              | Bellator 246: Archuleta vs. Mix                                                                                         | 2020年9月12日  |
| ×    | ローリー・マクドナルド | 5分5R終了 判定0-3                 | Bellator 222: MacDonald vs. Gracie 【ウェルター級ワールドグランプリ 準決勝】 【Bellator世界ウェルター級タイトルマッチ】 | 2019年6月14日  |
| ○    | エド・ルース           | 4R 2:17 リアネイキドチョーク      | Bellator 213: MacFarlane vs. Letourneau 【ウェルター級ワールドグランプリ 準々決勝】                                     | 2018年12月15日 |
| ○    | ハビエル・トーレス     | 2R 3:18 肩固め                    | Bellator 198: Fedor vs. Mir                                                                                             | 2018年4月28日  |
| ○    | ザック・ビューシャ     | 2R 2:27 ネッククランク            | Bellator 185: Mousasi vs. Shlemenko                                                                                     | 2017年10月20日 |
| ○    | デイブ・マーフォン     | 2R 2:27 リアネイキドチョーク      | Bellator NYC: Sonnen vs. Silva                                                                                          | 2017年6月24日  |
| ○    | ルディ・ベアーズ       | 1R 4:39 腕ひしぎ十字固め          | Bellator 163: McGeary vs. Davis                                                                                         | 2016年11月4日  |
| ○    | ロジャー・キャロル     | 5分3R終了 判定3-0                 | Bellator 151: Warren vs. Caldwell                                                                                       | 2016年3月4日   |
| ○    | ボビー・フリン         | 1R 2:36 ネッククランク            | Bellator 134: The British Invasion                                                                                      | 2015年2月27日  |
| ○    | ダスティン・ホリコ     | 2R 2:21 リアネイキドチョーク      | WSOF 11: Gaethje vs. Newell                                                                                             | 2014年7月5日   |
| ○    | ダレン・コスタ         | 1R 3:57 腕ひしぎ十字固め          | WSOF 5: Arlovski vs. Kyle                                                                                               | 2013年9月14日  |

## 獲得タイトル
- 世界柔術選手権 青帯ミディアムヘビー級 3位（2005年）
- パン・アメリカン柔術選手権 紫帯ミディアムヘビー級 3位（2007年）
- 全米柔術選手権 紫帯スーパーヘビー級 優勝（2007年）
- 世界柔術選手権 紫帯スーパーヘビー級 3位（2008年）
- パン柔術選手権 紫帯スーパーヘビー級 優勝（2008年）
- パンノーギ柔術選手権 紫帯ヘビー級 優勝（2008年）
- パン柔術選手権 紫帯ミディアムヘビー級 3位（2009年）
- ニューヨーク国際オープン柔術選手権 紫帯ミディアムヘビー級 優勝（2009年）
- ニューヨーク国際オープン柔術選手権 紫帯無差別級 3位（2009年）
- ニューヨーク国際オープン柔術選手権 茶帯ミディアムヘビー級 準優勝（2010年）
- パンノーギ柔術選手権 茶帯ヘビー級 3位（2011年）
- ニューヨーク国際オープン柔術選手権 茶帯ミディアムヘビー級 3位（2011年）
- グラップラーズ・クエスト 茶帯ヘビー級 優勝（2011年）
- ニューヨーク国際オープン柔術選手権 黒帯スーパーヘビー級 準優勝（2012年）
- 世界ノーギ柔術選手権 黒帯ヘビー級 3位（2013年）
- ニューヨーク国際サマーオープンノーギ柔術選手権 黒帯ヘビー級 準優勝（2015年）

## 表彰
- ブラジリアン柔術 黒帯